# ميلدريد آدامز فنتون
ميلدريد آدامز فنتون (بالإنجليزية: Mildred Adams Fenton)‏ هي جيولوجية وعالمة نبات أمريكية، ولدت في 14 نوفمبر 1899، وتوفيت في 7 ديسمبر 1995.